# Astillero de Chatham
El Chatham Royal Dockyard (Astillero Real de Chatham en español) fue un astillero de la Royal Navy situado en el río Medway en Kent. Establecido en Chatham a mediados del siglo XVI, el astillero se expandió posteriormente a la vecina Gillingham (en su momento más extenso, a principios del siglo XX, dos tercios del astillero se encontraban en Gillingham y un tercio en Chatham)
Nació en el momento en que, tras la Reforma anglicana, las relaciones con los países católicos de Europa habían empeorado, lo que llevó a la necesidad de defensas adicionales. A lo largo de 414 años, el Chatham Royal Dockyard proporcionó más de 500 barcos para la Royal Navy, y estuvo a la vanguardia de la construcción naval, la tecnología industrial y arquitectónica. En su apogeo, empleaba a más de 10 m000 artesanos cualificados y cubría 1,6 mkm². El astillero de Chatham cerró en 1984, y 34 ha del astillero georgiano están ahora administradas como atracción turística del Astillero Histórico de Chatham por el Chatham Historic Dockyard Trust.

## Historia

### Gillingham Water
El establecimiento de Chatham como astillero naval fue precipitado por el uso del Medway como fondeadero seguro por parte de los barcos de lo que se convirtió (bajo el rey Enrique VIII) en la Royal Navy permanente de Inglaterra. En 1550, se emitió un decreto al Lord Alto Almirante que:
todos los barcos de los Reyes deben ser abrigados en el agua de Jillyngham,– salvando solo a los que están en Portsmouth.
Incluso antes de esto, hay constancia de que se establecieron ciertas instalaciones costeras en las inmediaciones en beneficio de los barcos del rey fondeados: hay referencias aisladas desde 1509 al alquiler de un almacén cercano y a partir de 1547 se convierte en una partida fija en las cuentas anuales del Tesorero. (Más o menos al mismo tiempo también se estableció un almacén de avituallamiento, en las cercanías de Rochester, para proporcionar alimentos a los barcos y sus tripulaciones). El almacén habría provisto a los barcos de consumibles necesarios como cuerdas, poleas, telas para velas y madera. El carenado tuvo lugar en el río, de acuerdo con una instrucción del Consejo Privado de 1550. Sin embargo, para reparaciones y mantenimiento más especializados, los barcos habrían tenido que viajar a uno de los astilleros reales especialmente construidos (los más cercanos son los del Támesis: Deptford y Woolwich).

### Inicios
El año 1567 se considera generalmente la fecha de la fundación de Chatham como Astillero Naval Real. En los años siguientes, se preparó el terreno, se aseguró el alojamiento y, en 1570, se instaló un estanque para mástiles. Al año siguiente, se construyó una fragua para la fabricación de anclas. Casi al mismo tiempo, se alquiló una gran casa (Hill House) para fines administrativos, incluyendo las reuniones del Council of Marine Causes. (Hill House serviría como Oficina de Pagos del astillero durante los siguientes 180 años; posteriormente, en su emplazamiento se construyeron los Cuarteles de la Marina Real).
El renombrado carpintero naval Mathew Baker fue nombrado para Chatham en 1572 (aunque su base principal era Deptford). Bajo su supervisión, el sitio se desarrolló para incluir aserraderos, talleres, almacenes y un muelle con una grúa de cinta rodante (finalizado en 1580). Lo más significativo es que el primer dique seco de Chatham se inauguró en 1581 (para la reparación de galeras navales). El primer barco construido en el astillero, una pinaza de 10 cañones llamada HMS Merlin (o Merlyon), fue botado en 1579.
El astillero recibió su primera visita real, de Isabel I, en 1573; más tarde, en 1606, Jacobo I utilizó el astillero de Chatham para reunirse con Cristián IV de Dinamarca.

### Reubicación

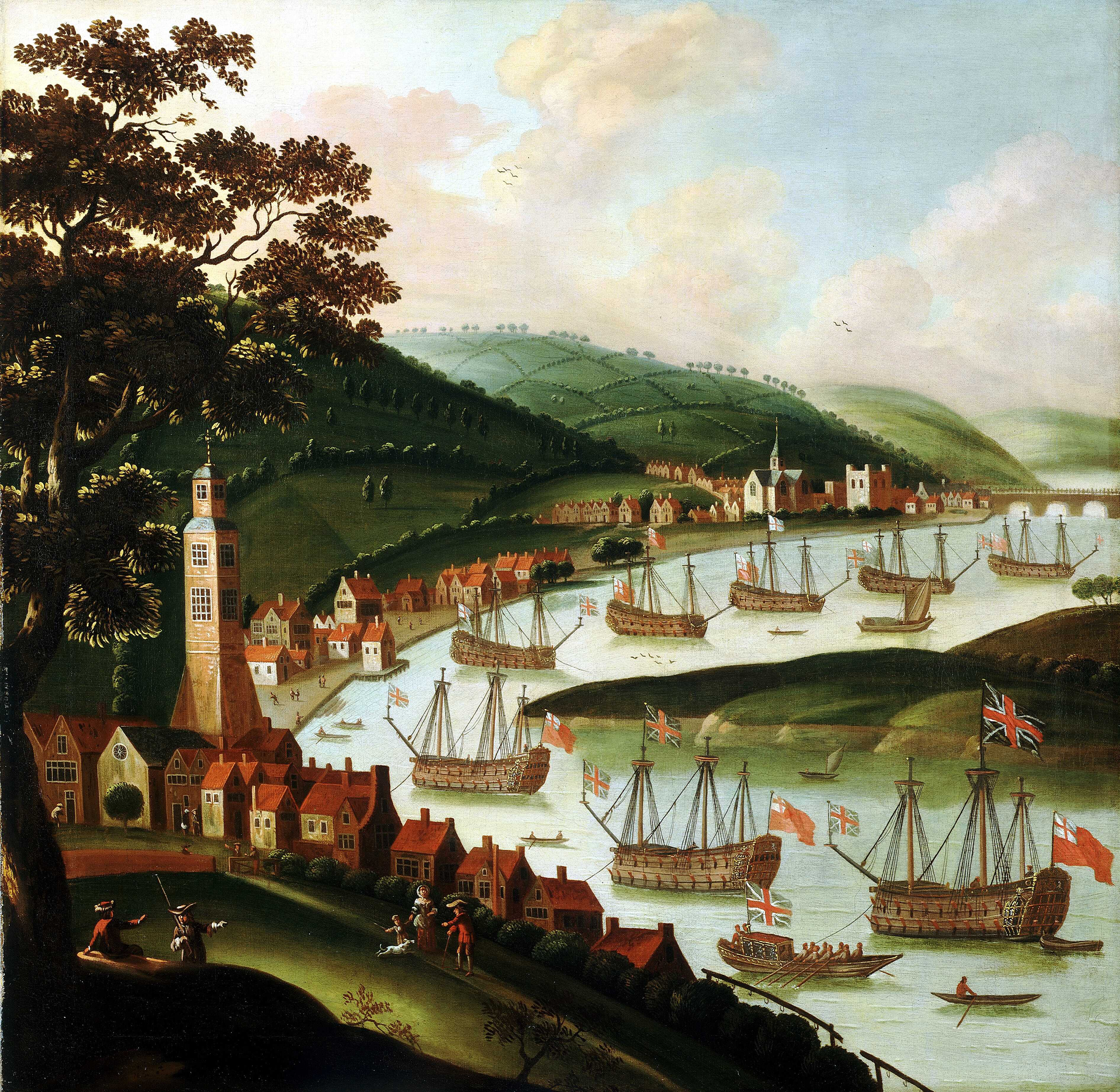
Pintura del de barcos de guerra fondeados a lo largo en el río Medway, vistos desde Chatham con el puente Rochester al fondo.

A principios del siglo XVII, el gobierno decidió invertir en unas nuevas instalaciones especializadas para el reacondicionamiento y la reparación de buques de guerra. Para 1611, se eligió Chatham como su ubicación (en lugar de Deptford, que en aquel entonces era el principal astillero naval del país; esto dio lugar a especulaciones sobre la venta de Deptford). La decisión estableció a Chatham como el principal complejo industrial naval del país; sin embargo, ya existía preocupación por la propensión a la sedimentación de su río.
La decisión requirió el traslado del astillero de su ubicación original, demasiado estrecha, a un nuevo emplazamiento anexo al norte, quedando el antiguo emplazamiento posteriormente transferido a una junta de artillería (Board of Ordnance), que estableció allí el muelle de cañones. Para 1619, el nuevo astillero constaba de un nuevo dique seco y un muelle con almacenes, todo ello rodeado por un muro perimetral de ladrillo. La creciente importancia del astillero se vio demostrada por la adición, poco después, de un estanque para mástiles y la concesión de terrenos adicionales para la construcción de un segundo dique seco (doble), junto con un loft para uso de descanso, una cordelería y residencias para los oficiales del astillero; todo ello se completó para 1624.
Peter Pett, cuya historia familiar está estrechamente ligada al astillero de Chatham, fue comisionado al mismo en 1649. En 1686 se construyeron dos nuevos diques secos, además de los antiguos diques secos simple y doble; los cuatro fueron reconstruidos y ampliados en diversas ocasiones durante los siglos posteriores (el dique doble se convirtió en uno único en 1703). Aunque el astillero se centró principalmente en reacondicionamientos y reparaciones, se continuó con la construcción naval. Contó con una única rampa de botadura durante gran parte del siglo XVII (una segunda rampa, del mismo período y que había quedado en desuso; fue reemplazada en la década de 1730). También en 1686 se construyó un «Gran Almacén Largo» (Great Long Store-house), junto a la cordelería en lo que hoy es Anchor Wharf; y se construyeron dos nuevos estanques para mástiles, en lo que entonces era la parte más septentrional del astillero, en 1697 y 1702.

### Sheernes

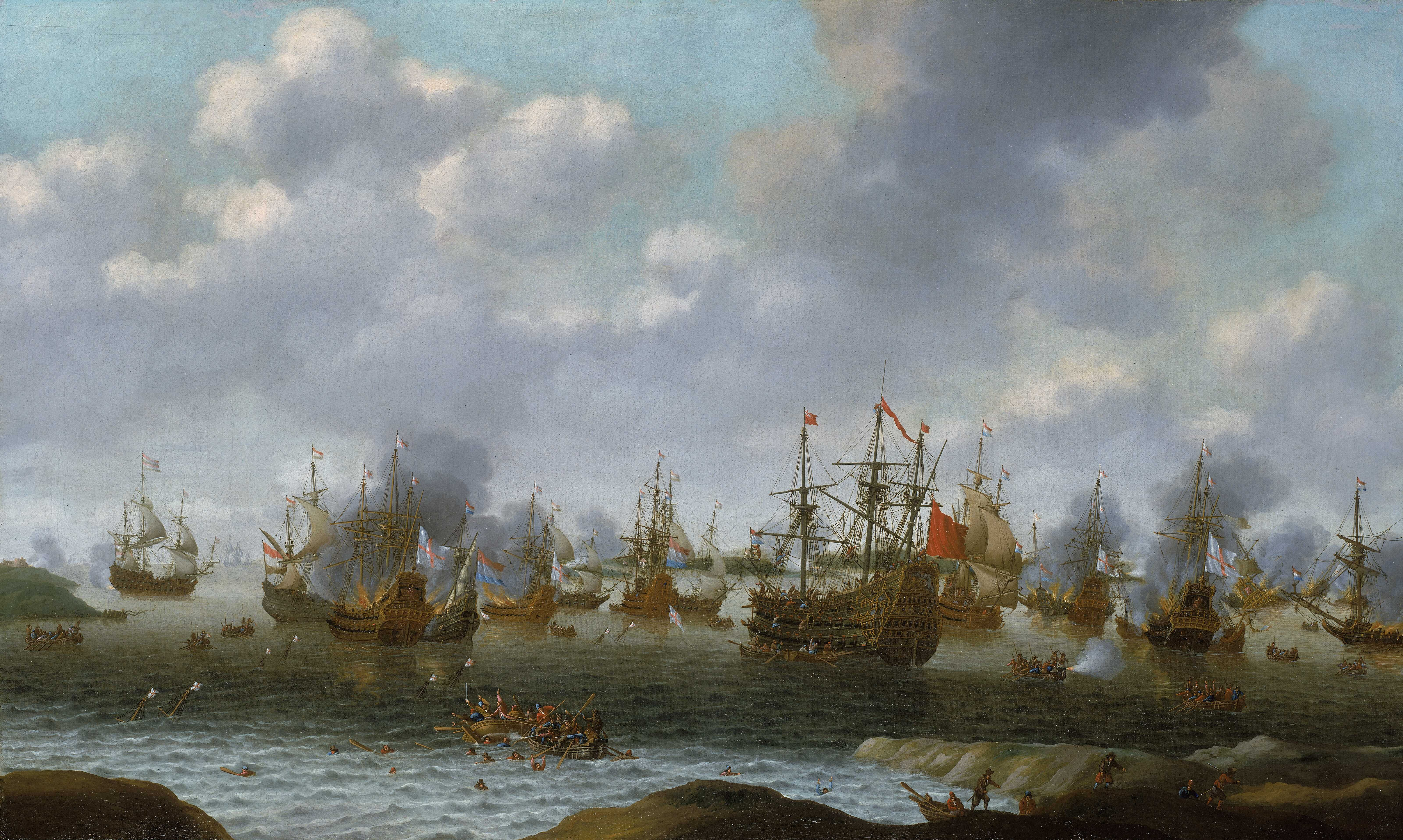
Dutch Raid on the Medway, June 1667, obra de Pieter Cornelisz van Soest, realizada c. 1667. El buque Royal Charles está en el centro de la imagen y resultó capturado.

Una de las desventajas de Chatham (y también de los astilleros a orillas del Támesis) era su relativa inaccesibilidad para los barcos en el mar (incluidos los fondeados en el Nore). Por lo tanto, en lugar de arriesgarse a verse limitados por el viento, la marea y la falta de calado en una travesía río arriba, los barcos procuraban realizar reparaciones y mantenimiento periódicos con la mayor frecuencia posible mientras estaban fondeados, y solo acudían al astillero cuando era ineludible. Así, el suministro de víveres, municiones y otros suministros se realizaba en pequeñas embarcaciones que navegaban regularmente entre Chatham y el Nore.
Para aliviar esta situación poco satisfactoria, la Navy Board exploró opciones para desarrollar una instalación costera con acceso directo desde las aguas abiertas del estuario del Támesis. Sin embargo, la escalada de las guerras anglo-holandesas los obligó a actuar: se erigieron apresuradamente varios edificios temporales en Sheerness, en la desembocadura del Medway, para que los barcos pudieran rearmarse, reabastecerse y (de ser necesario) ser reparados lo antes posible. En 1665, la Junta de la Armada aprobó Sheerness como sede de un nuevo astillero, y comenzaron las obras; sin embargo, en 1667, el astillero de Sheerness (Sheerness Dockyard), aún incompleto, fue capturado por la armada holandesa y utilizado como base para un ataque contra la flota inglesa fondeada en el propio Medway. Sheerness siguió funcionando como astillero real hasta 1959, pero nunca se consideró un importante establecimiento costero y, en varios aspectos, funcionó como un astillero subsidiario de Chatham.